# Seznam rozhleden v Královéhradeckém kraji
Seznam rozhleden v Královéhradeckém kraji představuje výčet rozhleden a vyhlídkových věží, které se nachází v Královéhradeckém kraji.
Vzhledem k nejednoznačné definici rozhleden a stále přibývajících staveb tohoto druhu je pravděpodobné, že seznam nebude úplný.

## Seznam
| Název                        | Obrázek | Galerie                                                          | Výška [m] | Okres               | Kóta [m n. m.] | Geosouřanice                     | Stručný popis | Stav                  |
| ---------------------------- | ------- | ---------------------------------------------------------------- | --------- | ------------------- | -------------- | -------------------------------- | --- | --------------------- |
| Anna                         |         |                                                                  | 17        | Rychnov nad Kněžnou | 991            | 50°12′57″ s. š., 16°30′45″ v. d. | Dřevěná rozhledna s ocelovým schodištěm stojí na Anenském vrchu.                                                                    | Volně přístupná       |
| Rozhledna na vrchu Čáp       |         | Kategorie „Rozhledna Čáp“ na Wikimedia Commons                   | 11        | Náchod              | 786            | 50°34′29″ s. š., 16°7′27″ v. d.  | Dřevěná rozhledna s ocelovým schodištěm stojí na vrchu Čáp.                                                                         | Volně přístupná       |
| Černohorská rašelina         |         |                                                                  | 6         | Trutnov             | 1180           | 50°39′38″ s. š., 15°44′49″ v. d. | Dřevěná rozhledna stojí u přírodní památky Černohorská rašelina nad Jánskými Lázněmi.                                               | Volně přístupná       |
| Čeřovka                      |         | Kategorie „Milohlídka“ na Wikimedia Commons                      | 8         | Jičín               | 336            | 50°26′41″ s. š., 15°21′37″ v. d. | Kamenná rozhledna stojí na stejnojmenném vrchu na severním okraji Jičína.                                                           | Volně přístupná       |
| Eliška                       |         | Kategorie „Eliška (observation tower)“ na Wikimedia Commons      | 22        | Trutnov             | 632            | 50°37′47″ s. š., 15°54′39″ v. d. | Dřevěná rozhledna s ocelovými prvky stojí na vrchu návrší Stachelberg severně Trutnova.                                             | Volně přístupná       |
| Hnědý vrch                   |         | Kategorie „Hnědý vrch (observation tower)“ na Wikimedia Commons  | 31        | Trutnov             | 1207           | 50°41′18″ s. š., 15°42′26″ v. d. | Svislá dřevěná konstrukce s ocelovými prvky stojí na stejnojmenném vrchu u Pece pod Sněžkou.                                        | Přístupná             |
| Hořický chlum                |         | Kategorie „Hořický Chlum“ na Wikimedia Commons                   | 42        | Jičín               | 410            | 50°22′48″ s. š., 15°37′29″ v. d. | Ocelový vysílač mobilního operátora sloužící rovněž jako rozhledna stojí na návrší Hořický chlum cca 2 km severně od Hořic.         | Přístupná             |
| Chlum                        |         | Kategorie „Chlum u Hradce Kralové“ na Wikimedia Commons          | 56        | Hradec Králové      | 334            | 50°16′43″ s. š., 15°44′24″ v. d. | Ocelový vysílač mobilního operátora sloužící rovněž jako rozhledna stojí stejnojmenném návrší cca 1 km západně nad osadou Všestary. | Přístupná             |
| Jiráskova chata              |         | Kategorie „Jiráskova chata“ na Wikimedia Commons                 | 24        | Náchod              | 624            | 50°24′3″ s. š., 16°11′27″ v. d.  | Turistická chata s vyhlídkovou věží stojí na vrchu Dobrošov 0,5 km západně od stejnojmenné obce.                                    | Přístupná za poplatek |
| Kozinec                      |         | Kategorie „Kozinec observation tower“ na Wikimedia Commons       | 55        | Jičín               | 599            | 50°31′9″ s. š., 15°33′31″ v. d.  | Ocelová rozhledna nedaleko stejnojmenného vrchu stojí u obce Vidochov u Nové Paky.                                                  | Sezónně přístupná     |
| Lenka                        |         |                                                                  | 8         | Náchod              | 663            | 50°33′49″ s. š., 16°8′40″ v. d.  | Dřevěná vyhlídková věž stojí cca 1 km jižně od osady Skály.                                                                         | Přístupná             |
| Libníkovice                  |         |                                                                  | 15        | Hradec Králové      | 311            | 50°14′56″ s. š., 15°59′38″ v. d. | Ocelová rozhledna na severním okraji obce Libníkovice.                                                                              | Volně přístupná       |
| Masarykova věž samostatnosti |         | Kategorie „Masaryk Tower in Hořice“ na Wikimedia Commons         | 25        | Jičín               | 408            | 50°22′39″ s. š., 15°38′20″ v. d. | Kamenný památník s vyhlídkovou věží stojí na vrchu Chlum na severním okraji města Hořice.                                           | Sezónně přístupná     |
| Milíř                        |         |                                                                  | 31        | Hradec Králové      | 285            | 50°9′15″ s. š., 15°50′1″ v. d.   | Dřevěná s ocelovým prvky na zděném základu                                                                                          | Sezónně přístupná     |
| Na Signálu                   |         | Kategorie „Na Signálu (observation tower)“ na Wikimedia Commons  | 29        | Náchod              | 496            | 50°27′40″ s. š., 16°9′59″ v. d.  | Dřevěná rozhledna s ocelovým schodištěm stojí na vrchu Signál (501 m n. m.) u vesnice Slavíkov.                                     | Volně přístupná       |
| Osičina                      |         |                                                                  | 54        | Rychnov nad Kněžnou | 413            | 50°13′27″ s. š., 16°7′38″ v. d.  | Ocelový stožár mobilního operátora stojí na stejnojmenném vrchu u osady Vojenice.                                                   | Přístupná             |
| Památník generála Gablenze   |         | Kategorie „Gablenz's Obelisk in Trutnov“ na Wikimedia Commons    | 17        | Trutnov             | 509            | 50°33′21″ s. š., 15°54′22″ v. d. | Litinový památník s vyhlídkou stojí na vrchu Šibeník cca 1,5 km jižně od centra města Trutnov.                                      | Přístupná             |
| Panorama                     |         | Kategorie „Černá hora (Krkonoše)“ na Wikimedia Commons           | 21        | Trutnov             | 1261           | 50°38′56″ s. š., 15°45′7″ v. d.  | Ocelová rozhledna stojí na jihovýchodním úpatí Černé hory u Jánských Lázní.                                                         | Přístupná             |
| Přední Žalý                  |         | Kategorie „Žalý (rozhledna)“ na Wikimedia Commons                | 18        | Trutnov             | 1018           | 50°39′30″ s. š., 15°34′21″ v. d. | Kamenná rozhledna stojí na kopci Přední Žalý cca 5 km severozápadně od Vrchlabí.                                                    | Přístupná             |
| Rtyně                        |         | Kategorie „Rtyně v Podkrkonoší (rozhledna)“ na Wikimedia Commons | 8         | Náchod              | 420            | 50°29′43″ s. š., 16°4′20″ v. d.  | Dřevěná vyhlídková věž stojí v odpočinkovém areálu při ČS Robin Oil u Rtyně v Podkrkonoší.                                          | Volně přístupná       |
| Ruprechtický Špičák          |         | Kategorie „Ruprechtický špičák“ na Wikimedia Commons             | 30        | Náchod              | 880            | 50°39′40″ s. š., 16°16′53″ v. d. | Ocelový vysílač mobilního operátora sloužící jako rozhledna stojí stejnojmenném vrchu cca 6 km severovýchodně od Meziměstí.         | Volně přístupná       |
| Skuhrov nad Bělou            |         |                                                                  | 10        | Rychnov nad Kněžnou | 420            | 50°13′38″ s. š., 16°17′19″ v. d. | Dřevěná vyhlídková věž stojí na návrší cca 0,5 km východně nad Skuhrovem nad Bělou ve směru na Hraštice.                            | Volně přístupná       |
| Slavětínská rozhledna        |         | Kategorie „Slavětínská rozhledna“ na Wikimedia Commons           | 23        | Trutnov             | 708            | 50°34′32″ s. š., 16°0′44″ v. d.  | Dřevěná rozhledna s ocelovým schodištěm v Jestřebích horách zhruba 1 km severně od vsi Markoušovice.                                | Před kolaudací        |
| Varta                        |         | Kategorie „Sendraž observation tower“ na Wikimedia Commons       | 50        | Náchod              | 618            | 50°22′21″ s. š., 16°12′14″ v. d. | Ocelová konstrukce mobilního operátora stojí na kopci Na Vartě u obce Sendraž.                                                      | Přístupná             |
| Vrbice                       |         | Kategorie „Rozhledna Vrbice“ na Wikimedia Commons                | 29        | Rychnov nad Kněžnou | 445            | 50°5′32″ s. š., 16°14′49″ v. d.  | Dřevěná rozhledna s ocelovým schodištěm a zábradlím na vršku Kastel cca 0,5 km severozápadně od obce Vrbice.                        | Přístupná             |
| Zámecký vrch                 |         |                                                                  | 6         | Trutnov             | 635            | 50°35′58″ s. š., 15°54′16″ v. d. | Dřevěná vyhlídková věž stála na stejnojmenném vrchu asi 4 km severně od Trutnova.                                                   | Zaniklá               |
| Zlatá vyhlídka               |         |                                                                  | 21        | Trutnov             | 806            | 50°37′32″ s. š., 15°45′34″ v. d. | Ocelová rozhledna stojí na stejnojmenném návrší cca 3 km jihozápadně od Janských Lázní.                                             | Volně přístupná       |
| Zvičina                      |         | Kategorie „Zvičina“ na Wikimedia Commons                         | 10        | Trutnov             | 669            | 50°27′18″ s. š., 15°41′41″ v. d. | Turistická chata s rozhlednou na stejnojmenném kopci stojí na cca 8 km západně od Dvora Králového nad Labem.                        | Přístupná             |
| Žaltman                      |         | Kategorie „Žaltman“ na Wikimedia Commons                         | 15        | Trutnov             | 741            | 50°33′9″ s. š., 16°3′8″ v. d.    | Ocelová rozhledna stojí na stejnojmenném vrchu - nejvyšší vrchol Jestřebích hor.                                                    | Volně přístupná       |